# L'Apologie des Femmes
L'Apologie des Femmes est une cantate profane composée en 1715 par le compositeur néerlandais Quirinus van Blankenburg en réponse à la cantate Les Femmes du compositeur français André Campra.
Dans sa cantate, publiée en 1708, Campra décrit la souffrance causée par l’amour, dresse la liste des caractéristiques peu séduisantes de certains types de femmes (la coquette, la prude, la jalouse, la belle, la savante et l'indolente) et évoque le réconfort que le poète trouve dans la beauté de la nature, ce qui l'amène à renoncer pour toujours au sexe féminin :

« La coquette nous trahit,

La prude nous désespère,

Et la jalouse en colère

Irrite qui la chérit.

La belle est capricieuse,

La savante audacieuse

Tirannise qui la suit.

L'indolente est ennuyeuse,

Ses insipides langueurs

Ne font qu'endormir nos chœurs. »

L'Apologie des Femmes paraît en 1715 comme une réponse à la cantate de Campra et exprime un point de vue opposé; Van Blankenburg y dresse la liste des traits positifs des femmes dénigrées par Campra :

« La Jalouse a le cœur tendre,

La Prude agit par ressort,

La Coquette aime à se rendre,

La Savante a l'esprit fort.

La Pale dans son teint

Est toute incomparable,

La Noire une brune adorable.

La Grasse a de la majesté,

La Maigre a de la taille et de la liberté,

La Fourbe avec esprit raisonne,

La Sotte est toute bonne,

La Muette a de la pudeur

Et la grande Parleuse est d'agréable humeur. »

Il conclut que les excès de l'amour sont de loin préférables à la mélancolie et à l'indifférence.

## Discographie
- Les Femmes, French Cantatas by Campra, Van Blankenburg, Leclair, Academy of the Begynhof Amsterdam, CD Globe (GLO 5055), 1992.